# 맞붙인 오각둥근지붕
기하학에서 맞붙인 오각둥근지붕은 존슨의 다면체 중 하나이다(J34). 이것은 오각둥근지붕 두 개를 십각형 면을 맞춰 붙여서 만들 수 있다.
존슨의 다면체는 정다각형 면을 가지지만 고른 다면체는 아닌 엄격히 볼록인 다면체 92개이다(즉, 플라톤 다면체, 아르키메데스의 다면체, 각기둥, 또는 엇각기둥이 아니다). 이것은 1966년에 이 다면체를 처음으로 나열한 노만 존슨의 이름을 따왔다.

## 관련 다면체
맞붙인 오각둥근지붕은 오각둥근지붕 두 개로 비슷하게 만들어졌지만 36도 회전해서 붙인 비틀어 붙인 오각둥근지붕이라 불리는 아르키메데스의 다면체인 십이이십면체와도 관련이 있다.
| (해체)                                  | \| 십이이십면체 (비틀어 붙인 오각둥근지붕) \| \| 맞붙인 오각둥근지붕 \| \| 오각둥근지붕 \| |
| 십이이십면체 (비틀어 붙인 오각둥근지붕) |                                                                                            |
| 맞붙인 오각둥근지붕                     |                                                                                            |
| 오각둥근지붕                            |                                                                                            |